# Буйни-Шляхецькі
Буйни-Шляхецькі (пол. Bujny Szlacheckie) — село в Польщі, у гміні Зелюв Белхатовського повіту Лодзинського воєводства.
Населення — 219 осіб (2011).
У 1975-1998 роках село належало до Пйотрковського воєводства.

## Демографія
Демографічна структура станом на 31 березня 2011 року:
|          | Загалом | Допрацездатний вік | Працездатний вік | Постпрацездатний вік |
| -------- | ------- | ------------------ | ---------------- | -------------------- |
| Чоловіки | 115     | 23                 | 80               | 12                   |
| Жінки    | 104     | 17                 | 61               | 26                   |
| Разом    | 219     | 40                 | 141              | 38                   |